# ريتشارد ورث
ريتشارد ورث (بالإنجليزية: Richard Worth)‏ هو سياسي نيوزلندي، ولد في 3 يوليو 1948. حزبياً، نشط في الحزب الوطني في نيوزيلندا. وقد انتخب عضو مجلس النواب النيوزيلندي.